# Ollivier (motorfietsenmerk)
Ollivier is een historisch merk van motorfietsen.
Dit was een Franse motorfiets die nooit uit het prototypestadium kwam. Deze had een motorblok dat achter het balhoofd van een fiets zat. Een cardanas dreef het achterwiel aan via twee kegelvormige rollen. Door een handbediening konden de rollen van de achterband worden gehaald. Een tweede versie had het motorblok onder in het frame. 